# Аратар
Аратари су измишљени ликови из романа Сималирион и Господар прстенова енглеског писца Роналда Руела Толкина. Они су чувени Валари они се у Толкиновим књигама описују као богови који су населили свет.
Међу Силама Арде су Валари, осморо се називају „Аратар“, „узвишени“. Њихова моћ надалеко премашује моћ свих осталих у Неумирућим Земљама. Аратари су: Манве, Краљ ветра и Варда, Краљица звезда, који обоје живе на Таникветилу у Илмарину, „кући високог ваздуха“. Друго двоје, званих Ауле Ковач и Мандос Читач судбине, живе у холовима испод земље, док Јавана, која је Краљица земље, и Ороме, Господар шуме, живе на отвореном. Следећи је Улмо, Господар вода, који насељава мора. Последњи Аратар је Нијена Нарицаљка, чији је дом велика кућа на западу са које она гледа на Врата ноћи.